# You've Got the Power (canção de James Brown)
"You've Got the Power" é uma canção escrita por James Brown e o membro dos The Famous Flames, Johnny Terry e gravada por Brown em dueto com  Bea Ford em 1960. Lançada como Lado-B do sucesso de Brown e os Famous Flames "Think", também entrou nas paradas, alcançando o número 14 da R&B e 86 da Pop. Foi o primeiro dueto gravado de Brown e o primeiro Lado-B de sucesso. Brown canta brevemente a canção em um medley em seu álbum de 1963 Live at the Apollo.
Um take alternativo de "You've Got the Power" foi incluído na compilação de 1998, James Brown's Original Funky Divas.